# Syracuse 3A
O Syracuse 3A é um satélite de comunicação geoestacionário militar francês construído pela Alcatel Alenia Space (anteriormente Alcatel Space). ele está localizado na posição orbital de 47 graus de longitude leste e é operado pelo Direction générale de l'armement (DGA) da França. O satélite foi baseado na plataforma Spacebus-4000B3 e sua expectativa de vida útil é de 15 anos.

## Lançamento
O satélite foi lançado com sucesso ao espaço no dia 13 de outubro de 2005 às 22:32 UTC, por meio de um veiculo Ariane 5GS a partir do Centro Espacial de Kourou, na Guiana Francesa, juntamente com o satélite Galaxy 15. Ele tinha uma massa de lançamento de 3725 kg.